# Cynorta bassleri
Cynorta bassleri is een hooiwagen uit de familie Cosmetidae.